# Palm Deira

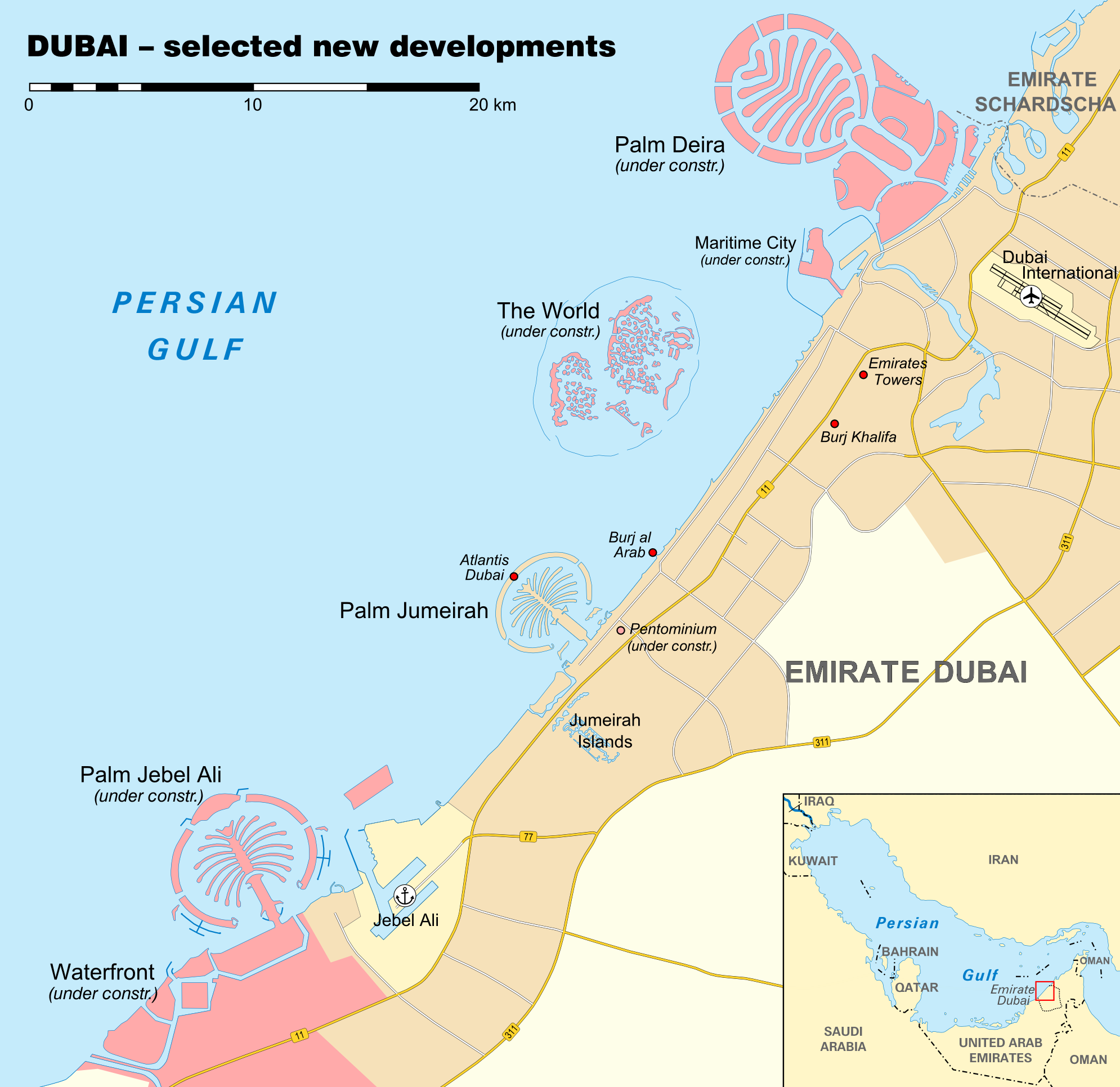
Bản vẽ quy hoạch mới của Dubai với Palm Deira nằm ở góc trên bên phải.

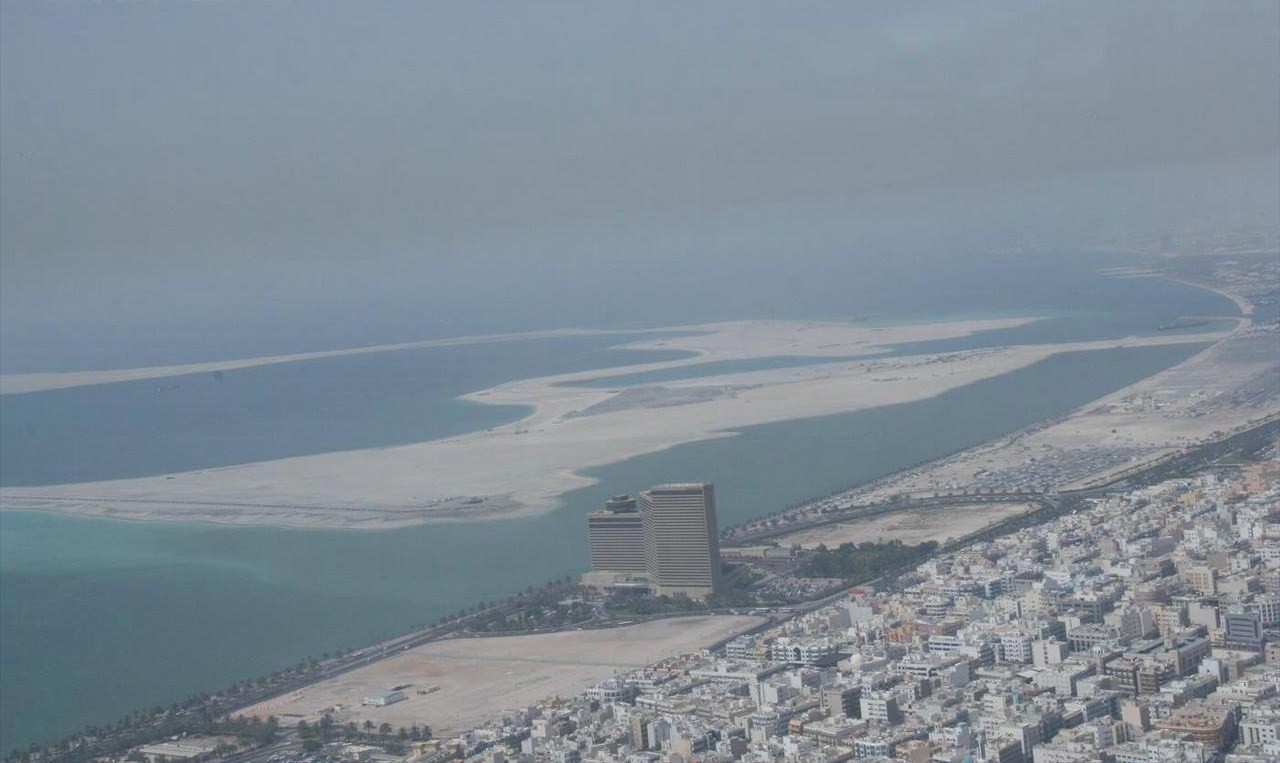
Palm Deira năm 2007

Palm Deira hay còn được gọi là đảo Deira (tiếng Anh: Deira Islands) là một nhóm đảo nhân tạo đang trong quá trình xây dựng ở Dubai, Các Tiểu vương quốc Ả Rập Thống nhất với diện tích 46,35 km². Dự án của các đảo ở đây được công bố vào tháng 10 năm 2004. Thông báo đầu tiên về thiết kế là nó lớn gấp 8 lần Palm Jumeirah, và lớn hơn năm lần so với Palm Jebel Ali, vốn sẽ là nơi ở của hàng triệu người. Dự án ban đầu được lên kế hoạch trở thành một phần của quần đảo Cây Cọ.
Ban đầu, việc thiết kế tiên đoán 14 km đường chính, 8,5 km với 41 đảo hình lá cọ trên đảo. Do một sự thay đổi đáng kể trong chiều sâu của vịnh Ba Tư, hòn đảo này đã được thiết kế lại vào tháng năm 2007. Nó trở thành một dự án có đường chính dài 12,5 km, 7,5 km với mỗi đảo hình lá cọ.
Một thiết kế lại mới đã được giới thiệu lặng lẽ vào tháng 11 năm 2008, tiếp tục giảm kích thước của dự án.

## Tổng quan
Vào đầu tháng 10 năm 2007, 20% diện tích khai hoang của đảo ban đầu đã hoàn thành, với tổng cộng 200 triệu mét khối cát đã được sử dụng. Sau đó, vào đầu tháng 4 năm 2008, Nakheel thông báo rằng hơn một phần tư tổng diện tích của Palm Deira đã được khai hoang.
Kể từ năm 2008, dự án đã được bắt đầu xây dựng.

## Đảo
Nó thực sự là một quần đảo nhân tạo được tạo thành từ những hòn đảo sau:
- Đảo nhân tạo xa đất liền:
  - Palm Crown
  - Palm Fronds
  - Palm Crescent (đê bao)
  - Palm Trunk
- Đảo nhân tạo gần đất liền Dubai
  - Đảo Bắc
  - Đảo Nam
  - Đảo Trung tâm
  - Đảo Al Mamzar
  - Đảo Deira